# Mediomat
Mediomat - automatyczne urządzenie przeznaczone do bezobsługowej dystrybucji dowolnych plików (przede wszystkim multimedialnych w formie nagrań audio lub audiowizualnych bądź publikacji i oprogramowania - głównie mp3, e-booków i programów komputerowych) dostępnych w sieci Internet i ich automatyczny zapis na nośniki optyczne lub magnetyczne z zastosowaniem technologii przewodowej lub bezprzewodowej.
Do wytworzenia mediomatu użyty został komputer przemysłowy z systemem wbudowanym, oprogramowaniem, mechanizmem autoryzacyjno - transakcyjnym, dostępem do Internetu i interfejsami we/wy.